# Patrick Modiano
Patrick Modiano (Boulogne-Billancourt, 30 de julio de 1945) es un novelista francés, ganador del Gran Premio de Novela de la Academia Francesa (1972), del Premio Goncourt (1978) y del Premio Nobel de Literatura (2014).
Varias de sus novelas han sido llevadas al cine y ha participado en la escritura del guion de algunas películas, entre ellas Lacombe Lucien, de Louis Malle.

## Biografía
Su padre, Albert Modiano (1912-1977) era descendiente de una familia de judíos italianos que se habían instalado en Salónica, desde donde emigraron a París. Su madre era la actriz belga Louisa Colpijn, también conocida como Louisa Colpeyn. Ambos se conocieron durante la ocupación alemana de Francia, tuvieron que ocultarse y se casaron en noviembre de 1944. Patrick, nacido en 1945, fue su primer hijo.
La infancia de Modiano estuvo marcada por las continuas ausencias de su padre, empresario que hacía frecuentes viajes al extranjero, y de su madre, con frecuencia en gira. Esto hizo que se uniera más a su único hermano, Rudy (nacido en 1947 y muerto prematuramente, en 1957). La muerte del hermano (a quien dedicaría después todas sus obras publicadas entre 1967 y 1982) supuso el final de la infancia del futuro escritor.
Estudió en la École du Montcel, en Jouy-en-Josas, en el Collège Saint-Joseph de Thônes en Haute-Savoie, y en el Liceo Enrique IV de París. Durante su permanencia en este último centro educativo, recibió clases particulares de Geometría del escritor Raymond Queneau, que era amigo de su madre. Terminó su bachillerato en Annecy, pero no inició estudios superiores.
Su encuentro con Queneau, miembro fundador del Oulipo y autor de Zazie en el metro, fue crucial para su posterior carrera literaria. Modiano publicó su primera novela, El lugar de la estrella, en 1968 con la Editorial Gallimard, tras haber leído su manuscrito a Raymond Queneau. Desde ese momento se dedicó únicamente a la escritura.
El 12 de septiembre de 1970 Modiano se casó con Dominique Zerhfuss, nacida en Túnez. Queneau actuó como testigo en la boda. El matrimonio ha tenido dos hijas, Zina (1970), cuyo registro oficial describe en Libro de familia, y Marie (1978).
Destacado autor de su generación, con Pascal Quignard, Pierre Michon o Le Clézio, ha llevado como ellos una vida muy independiente y encerrada en su trabajo.
El 9 de octubre de 2014 recibe el Premio Nobel de Literatura.

## Temática literaria
Una constante en la obra de Modiano es la ambientación de sus obras en la época de la ocupación alemana de Francia, durante la Segunda Guerra Mundial. El autor no vivió esta época (nació en 1945), pero considera que este período "confuso y vergonzoso" de la historia de Francia constituye su "prehistoria" personal.
Las tres primeras novelas de Modiano han sido consideradas una especie de trilogía sobre la ocupación. El lugar de la estrella, traducción española del título original donde se pierde, sin embargo, la alusión a la Place de l'Étoile parisina), está narrada en primera persona por un judío colaboracionista, Raphaël Schlemilovitch, y mezcla personajes ficticios con otros que existieron realmente, entre ellos los escritores Louis-Ferdinand Céline, Pierre Drieu La Rochelle e incluso Marcel Proust. Su segunda novela, La ronda de noche (1969) está narrada por un agente doble que trabaja al mismo tiempo para la Gestapo y la Resistencia. Y en Los bulevares periféricos (1972) introduce el tema, también muy presente en la obra de Modiano, de la búsqueda del padre.
En 1975, Modiano publicó Villa Triste, ambientada a comienzos de la década de 1960, que supone una ruptura con su anterior línea narrativa. El narrador, Victor Chmara, es un joven francés que se ha refugiado en una ciudad balnearia cerca de la frontera suiza para evitar ser reclutado y enviado a Argelia; en este lugar, habitado por singulares personajes, vive una historia de amor con una actriz llamada Yvonne. La novela sería más tarde llevada al cine por Patrice Leconte (El perfume de Yvonne, 1994). Las tres obras fueron traducidas al español.
Por otra parte, Libro de familia (1977), pese a su homogeneidad temática, es una colección de quince breves relatos con un fuerte contenido autobiográfico, en el que empieza a desvelar su trama familiar, materna o paterna (los comienzos de su madre como cantante, persecución de su padre por la Gestapo, evocación de personajes de su adolescencia); esta  inmersión en su familia sólo la concluirá Modiano en 2004, con su libro sobre las aventuras enigmáticas del padre. Su lema es un verso de Char: «Vivir es obstinarse en consumar un recuerdo».
En 1978 apareció su sexta novela, La calle de las bodegas oscuras, dedicada por el autor a su padre, quien acababa de fallecer. La acción se desarrolla a mediados de los años 60. El protagonista es un detective amnésico que intenta averiguar su propia identidad; sus pesquisas lo llevan, como es habitual en la obra de Modiano, a la época de la ocupación. La novela fue galardonada ese mismo año con el prestigioso Premio Goncourt.
En los ochenta publicó Domingos de agosto (1986), el libro infantil Los mundos de Catalina (1988), Exculpación (1988) y El rincón de los niños (1989). En la década siguiente continuó su actividad con Viaje de novios (1990), Flores de ruina (1991), Un circo pasa (1992), Perro de primavera (1993) y Más allá del olvido (1996). Su obra de esos últimos años tardó en traducirse al español.
Posteriormente publicó Dora Bruder (1997), donde investigaba el caso real de una chica de 15 años, desaparecida y enviada a Auschwitz. Le siguieron otras obras, como Las desconocidas (1999), Joyita (2001) o Accidente nocturno (2003).
Con estas y otras novelas había ido logrando su progresiva consagración. De su obra posterior se puede destacar el relato autobiográfico Un pedigrí (2004), donde desvela sus orígenes familiares y su propia ambigüedad frente su padre, personaje dudoso, novelesco y con muchas sombras ingratas ("Llevaba diez años sin tener noticias suyas y supe de repente que se había muerto". Desde entonces rehabilita la figura paterna. Tras un silencio temporal, apareció En el café de la juventud perdida (2007), que tuvo gran éxito.
Ya en La calle de las bodegas oscuras (1978), el narrador llegaba a preguntase por su identidad, que es un tema recurrente; y ante la sensación de que siempre viene a redactar una misma novela, Modiano ha contestado: «Es el mismo libro pero escrito a trozos, como un corredor que se detiene y reprende la carrera un tiempo después. Es cada vez el mismo libro pero desde ángulos diferentes. No hay repetición, pero es la misma obra». Lo cual se percibe bien en el carácter familiar e introspectivo de sus textos, imaginaciones o indagaciones en el pasado, como por ejemplo en El horizonte (2010), con el protagonista Jean, que es uno de los nombres de Modiano en la ficción.
La reciente La hierba de las noches (2012) tiene un título tomado de Joseph Boland. Vuelven las retrospectivas vitales en una Francia de 1960, cuyos fantasmas surgen lentamente, en calibrado suspenso (el tono detectivesco del libro evoca La calle de las bodegas oscuras o Dora Bruder). En ella reaparece el alter ego narrador, Jean. Asimismo aparece Jean como narrador en su decimoctava novela Para que no te pierdas en el barrio (2014), de nuevo claustrofóbica.
En 2012 se le ha dedicado un largo e importante monográfico, Cahier de l'Herne. Es, además, notable su libro de entrevistas con Emmanuel Berl, un original pensador: Emmanuel Berl, interrogatoire, enormemente riguroso por la profundidad de las preguntas y la apertura del entrevistado.
Actualmente, casi todas sus obras se encuentran disponibles en lengua española. En los últimos años, la traductora María Teresa Gallego Urrutia viene realizando y publicando en la editorial Anagrama nuevas traducciones de la mayoría de ellas.

## Obra

### Novelas y relatos
- El lugar de la estrella (1968), trad. Emilio Mendivil Llaguno (Barcelona: Martínez Roca, 1989)
- La ronda de noche (1969), trad. Carlos Ramírez de Dampierre (Madrid: Alfaguara, 1979)
- Los bulevares periféricos (1972), trad. Carlos Ramírez de Dampierre (Madrid: Alfaguara, 1977), Gran Premio de Novela de la Academia Francesa
- Trilogía de la ocupación (El lugar de la estrella - La ronda nocturna - Los paseos de circunvalación) trad. María Teresa Gallego Urrutia (Barcelona, Anagrama, 2007)
- Villa Triste (1975), trad. Héctor Libertella (Caracas: Monte Ávila, 1976)
- Villa Triste, trad. María Teresa Gallego Urrutia (Barcelona, Anagrama, 2009)
- Libro de familia (1977), trad. Carlos Ramírez de Dampierre (Madrid: Alfaguara, 1982)
- Libro de familia, trad. María Teresa Gallego Urrutia (Barcelona, Anagrama, 2014)
- La calle de las bodegas oscuras (1978), trad. Jorge Musto (Caracas: Monte Ávila, 1980), Premio Goncourt
- Calle de las tiendas oscuras, trad. María Teresa Gallego Urrutia (Barcelona, Anagrama, 2009)
- Una juventud (1981), trad. Carlos Ramírez de Dampierre (Madrid: Alfaguara, 1983)
- Una juventud, trad. María Teresa Gallego Urrutia (Barcelona, Anagrama, 2015)
- Tan buenos chicos (1982), trad. Carlos Ramírez de Dampierre (Madrid: Alfaguara, 1985)
- Tan buenos chicos, trad. María Teresa Gallego Urrutia (Barcelona, Anagrama, 2015)
- Barrio perdido (1985), trad. Adoración Elvira Rodríguez (Barcelona: Cabaret Voltaire, 2012)
- Domingos de agosto (1986), trad. Carlos Ramírez de Dampierre (Madrid: Alfaguara, 1989)
- Domingos de agosto, trad. María Teresa Gallego Urrutia (Barcelona, Anagrama, 2015)
- Exculpación (1988), trad. Carlos Ramírez de Dampierre (Barcelona: Espasa-Calpe, 1988)
- El rincón de los niños (1989), trad. Santiago Martín Bermúdez (Madrid: Alfaguara, 1990)
- Ropero de la infancia, trad. María Teresa Gallego Urrutia (Barcelona, Anagrama, 2015)
- Viaje de novios (1990), trad. Santiago Martín Bermúdez (Madrid: Alfaguara, 1991)
- Viaje de novios, trad. María Teresa Gallego Urrutia (Barcelona, Anagrama, 2015)
- Flores de ruina (1991), trad. Gabriel Hormaechea (Barcelona: El Aleph, 2012)
- Un circo pasa (1992), trad. Adoración Elvira Rodríguez (Barcelona: Cabaret Voltaire, 2013)
- Perro de primavera (1993), trad. Gabriel Hormaechea (Barcelona: El Aleph, 2012)
- Más allá del olvido (1996), trad. María Fasce (Madrid: Alfaguara, 1997)
- Dora Bruder (1997), trad. Marina Pino (Barcelona: Seix Barral, 1999)
- Las desconocidas (1999), trad. Alberto Conde (Madrid: Debate, 2001)
- Tres desconocidas, trad. María Teresa Gallego Urrutia (Barcelona, Anagrama, 2016)
- Joyita (2001), trad. Alberto Conde (Madrid: Debate, 2003)
- Joyita, trad. María Teresa Gallego Urrutia (Barcelona, Anagrama, 2017)
- Accidente nocturno (2003), trad. María Teresa Gallego Urrutia (Barcelona: Anagrama, 2014)
- Un pedigrí (2005), trad. María Teresa Gallego Urrutia (Barcelona: Anagrama, 2007)
- En el café de la juventud perdida (2007), trad. María Teresa Gallego Urrutia (Barcelona: Anagrama, 2008)
- El horizonte (2010), trad. María Teresa Gallego Urrutia (Barcelona: Anagrama, 2010)
- La hierba de las noches (2012), trad. María Teresa Gallego Urrutia (Barcelona: Anagrama, 2014)
- Para que no te pierdas en el barrio (2014), trad. María Teresa Gallego Urrutia (Barcelona: Anagrama, 2015)
- Recuerdos durmientes (2017), trad. María Teresa Gallego Urrutia (Barcelona: Anagrama, 2018)
- Tinta simpática (2019), trad. María Teresa Gallego Urrutia (Barcelona: Anagrama, 2022)
- Chevreuse (2021), trad. María Teresa Gallego Urrutia (Barcelona: Anagrama, 2023)

### Literatura infantil y juvenil
- Los mundos de Catalina (1988), ilustr. Sempé, trad. Miguel Azaola (Madrid: SM, 2001; Barcelona: Blackie Books, 2014)

### Obras teatrales
- Muñequita rubia (1981), trad. Emilio Manzano (Barcelona: Anagrama, 2023)
- Nuestros comienzos en la vida (2017), ilustr. Pierre Le-Tan, trad. María Teresa Gallego Urrutia (Barcelona: Anagrama, 2018)

### Ensayos y discursos
- Discurso en la Academia Sueca (2015), trad. María Teresa Gallego Urrutia (Barcelona: Anagrama, 2015)

## En el cine
Cuatro de sus novelas han sido llevadas al cine. En 1981, el realizador Moshé Mizrahi llevó a la pantalla Une jeunesse, Patrice Leconte adaptó Villa Triste en su película El perfume de Yvonne (1994), Manuel Poirier se inspiró en Dimanches d’août para su filme de 2001 Te quiero y Mikhaël Hers adaptó De si braves garçons en Charell (2006). El realizador Benoît Jacquot proyecta llevar al cine también La petite Bijou.
Modiano ha participado además, en la escritura del guion de varias películas. Participó con Louis Malle en el guion de Lacombe Lucien (1974) [trad. María Teresa Gallego Urrutia (Barcelona, Anagrama, 2018], que narra la vida de un colaboracionista en la Francia ocupada, y con Pascal Aubier en el de Le fils de Gascogne (1995). Es también el autor del guion de la exitosa película Bon voyage (2003), de Jean-Paul Rappeneau. Además, trabajó en la adaptación a la pantalla de su novela Une jeunesse, de Moshe Mizrahi, en 1981, y escribió un episodio de la serie policiaca de televisión Madame le juge, concretamente el titulado L’innocent (1975).
En 2000 fue miembro del jurado del Festival de Cannes, en una edición en que la Palma de Oro fue otorgada a la película Dancer in the Dark, de Lars von Trier.

## Sobre Modiano
- Anne-Yvonne Julien (dir.), Modiano ou les intermittences de la mémoire, París, Hermann, 2010.
- Denis Cosnard, Dans la peau de Patrick Modiano, París, Fayard, 2011.
- Cahier Modiano, dirigido por Maryline Heck y Raphaëlle Guidée, París, L'Herne, 2012.
- À la recherche de Patrick Modiano, cuaderno extra de Le Magazine Littéraire, octubre 2014.